# Аргамаков, Иван Васильевич
Ива́н Васи́льевич Аргамако́в (1769—1834) — российский полковой командир эпохи наполеоновских войн, кавалерии генерал-майор. Кавалер ордена Св. Георгия 4-й степени и золотого оружия с надписью «За храбрость».

## Биография
Иван Аргамаков родился в 1763 году в дворянской семье, испомещенной в Рязанской губернии. Сын премьер-майора Василия Алексеевича Аргамакова и Феодосии Ивановны, сестры писателя Дениса Ивановича Фонвизина. Шести лет был записан в службу в Лейб-гвардии Измайловский полк унтер-офицером. 1 января 1783 года был переведён в Лейб-гвардии Конный полк вахмистром.

#### Начало действительной военной службы
1 января 1789 года — ротмистр Казанского кирасирского полка. К этому моменту 20-летний ротмистр окончил, наконец, своё обучение — получив довольно приличное по тому времени образование: 
... знал — грамоте российской и французской, историю, географию, часть математики и логики.
20 июля 1790 ротмистр Аргамаков поступил в Кирасирский Её Величества полк, через два года перевёлся в Софийский кирасирский, а в 1795 — в Киевский конно-егерский полк.
За это время принял участие в Русско-шведской войне (1788—1790), польских событиях 1794 года.
26 ноября 1796 года произведён в майоры, 19 марта 1797 года перевёлся в Екатеринославский кирасирский полк а с 21 августа 1798 года служил в Тверском кирасирском полку. 2 ноября 1799 года получил чин подполковника.

#### Война четвёртой коалиции
В войне Четвёртой коалиции отличился в сражении при Аустерлице. 23 апреля 1806 года произведён в полковники и 14 ноября переведён в Ямбургский драгунский полк, командиром которого назначен 15 ноября 1807 года. В 1808 году вновь был в боях со шведами и 26 ноября того же года был награждён орденом Св. Георгия IV класса (№ 2009 по кавалерскому списку Судравского и № 1930 по списку Григоровича — Степанова). 11 ноября 1809 года получил в командование Владимирский драгунский полк.

#### Отечественная война 1812 года и Заграничные походы
С 1811 по 1816 год — командир Ингерманландского драгунского полка. Во главе полка участвовал в Отечественной войне 1812 года в качестве полицейского полка в Конвое Главной квартиры. 
В 1813—1814 году находился в Заграничном походе, был в сражении под Дрезденом и участвовал в Битве народов под Лейпцигом. Закончил эту кампанию при осаде Гамбурга. 16 мая 1815 года за отличия в войнах против Наполеона Аргамаков был произведён в генерал-майоры со старшинством от 25 сентября 1814 года, вскоре назначен состоять при начальнике 1-й конно-егерской дивизии.
Однако ни за 1812 год, ни за участие в Заграничных походах Аргамаков никаких наград не получил. Более того, согласно истории полка, в 1817—1822 годах против Аргамакова было учинено по полку расследование, едва не приведшее его к голодной смерти. 14 января 1816 года по состоянию здоровья вышел в отставку с мундиром и пенсией, проживал в селе Ивановском Зубцовского уезда Тверской губернии  в крайней нужде.
Оправданный по всем статьям в силу особенностей выпавшей на долю полка боевой работы, Аргамаков окончательно службу.
Иван Васильевич Аргамаков умер в 1834 году. Женат не был (по некоторым данным женат на Елизавете Ивановне Лутовиновой — см. его Формулярный список за 1814 год), законного потомства не оставил.

## Награды
- Крест «За взятие Праги» (1794) (1 января 1895 года)
- командор ордена Святого Иоанна Иерусалимского (24 апреля 1799 года)
- Орден Святого Владимира 4-й степени с бантом (12 января 1806 года)
- Орден Святого Георгия IV класса (26 ноября 1808 года)
- Орден Святого Владимира 3-й степени (29 ноября 1813 года)
- Орден Святой Анны 1-й степени
- Золотая шпага «за Храбрость» (?)[4]